# Kyrksjön (Gryts socken, Södermanland)
Kyrksjön är en sjö i Gnesta kommun i Södermanland och ingår i Nyköpingsåns huvudavrinningsområde. Sjön har en area på 1,42 kvadratkilometer och ligger 24,1 meter över havet. Sjön avvattnas av vattendraget Husbyån (Jättnaån).

## Delavrinningsområde
Kyrksjön ingår i det delavrinningsområde (655318-156767) som SMHI kallar för Utloppet av Kyrksjön. Medelhöjden är 34 meter över havet och ytan är 4,67 kvadratkilometer. Räknas de 15 avrinningsområdena uppströms in blir den ackumulerade arean 151,62 kvadratkilometer. Husbyån (Jättnaån) som avvattnar avrinningsområdet har biflödesordning 2, vilket innebär att vattnet flödar genom totalt 2 vattendrag innan det når havet efter 75 kilometer. Avrinningsområdet består mestadels av skog (25 procent), öppen mark (14 procent) och jordbruk (27 procent). Avrinningsområdet har 1,38 kvadratkilometer vattenytor vilket ger det en sjöprocent på 29,4 procent. Bebyggelsen i området täcker en yta av 0,12 kvadratkilometer eller 2 procent av avrinningsområdet.